# Hein van der Zee
Hendrik „Hein” van der Zee (ur. 6 września 1929 w Amsterdamie, zm. 5 grudnia 1991 w Oostzaan) – holenderski pięściarz, uczestnik Igrzysk Olimpijskich w 1952 w Helsinkach. Na igrzyskach wystąpił w wadze muszej. W pierwszej rundzie kwalifikacyjnej turnieju przegrał walkę 0:3 z reprezentantem ZSRR Anatolijem Bułakowem.